# 래리 팍스

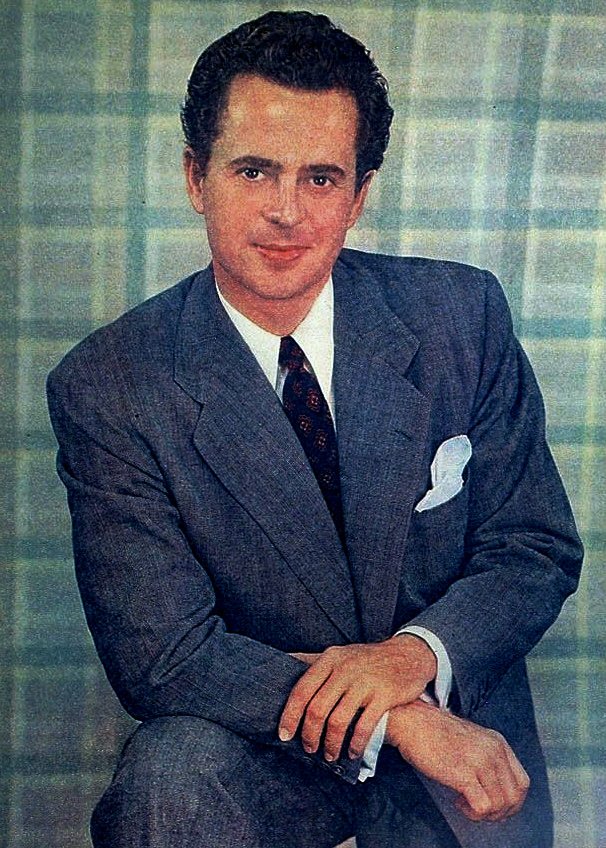

래리 팍스(Larry Parks, 1914년 12월 13일 ~ 1975년 4월 13일)는 미국의 연극 배우, 영화배우이다.
올레이스에서 태어났다.

## 영화
- 프로이트 (1962년)
- 최고의 사랑 (1952년)
- 졸슨 스토리 2 (1949년)
- 졸슨 스토리 (1946년)
- 잼 세션 (1944년)
- 헤이, 루키 (1944년)
- 레버릴 위드 비벌리 (1943년)
- 너무도 아름다운 당신 (1942년)